# Kelsey-Lee Barber
Pour les articles homonymes, voir Barber et Roberts.
Kelsey-Lee Barber (née Roberts le 20 septembre 1991 à East London en Afrique du Sud) est une athlète australienne, spécialiste du lancer du javelot, championne du monde en 2019 à Doha et en 2022 à Eugene, et médaillée de bronze aux Jeux olympiques de Tokyo en 2021.

## Biographie
Troisième des Jeux du Commonwealth de 2014, Kelsey-Lee Barber est éliminée dès les qualifications lors des Championnats du monde 2015 et des Jeux olympiques de 2016. 
En juillet 2017, lors de l'Athletissima de Lausanne, elle porte son record personnel à 64,38 m. Seulement 10e aux Mondiaux de Londres avec un lancer à 60,76 m, elle termine 2e de la finale de la Ligue de diamant le 24 août lors du Weltklasse Zürich avec 64,53 m, record personnel. 

### 2019: championne d'Océanie et championne du monde à Doha
Barber remporte les Championnats d'Océanie 2019 avec un nouveau record personnel à 65,61 m. 2e de l'Athletissima le 5 juillet avec un record personnel amélioré de deux centimètres (65,63 m), elle pulvérise de deux mètres cette performance quelques jours plus tard à Lucerne avec un 6e essai à 67,70 m. Deuxième meilleure performeuse océanienne de l'histoire, elle devient la 12e meilleure performeuse de tous les temps dans la discipline.
Le 1er octobre 2019, elle devient la première championne du monde australienne du lancer du javelot en réalisant à son dernier essai 66,56 m, ce qui lui permet de devancer les Chinoises Liu Shiying (65,88 m) et Lü Huihui (65,49 m),.
Deux ans plus tard aux Jeux olympiques de Tokyo, Barber s'adjuge la médaille de bronze avec un lancer à 64,56 m, sa meilleure performance depuis 2019, derrière Liu Shiying (66,34 m) et la Polonaise Maria Andrejczyk (64,61 m).

### Deuxième titre de championne du monde (2022)
Kelsey-Lee Barber conserve son titre lors des championnats du monde 2022, à Eugene, en signant la meilleure performance mondiale de l'année à son troisième essai avec 66,91 m. Elle devance sur le podium l'Américaine Kara Winger (64,05 m) et la Japonaise Haruka Kitaguchi (63,27 m). 
L'année suivante aux Mondiaux de Budapest, elle échoue à la 7e place de la finale, avec une meilleure tentative mesurée à 61,19 m.

## Palmarès

### International
| Date | Compétition            | Lieu             | Résultat | Temps   |
| ---- | ---------------------- | ---------------- | -------- | ------- |
| 2014 | Jeux du Commonwealth   | Glasgow          | 3e       | 62,95 m |
| 2017 | Championnats du monde  | Londres          | 10e      | 60,76 m |
| 2017 | Ligue de diamant       | Ligue de diamant | 2e       | 64,53 m |
| 2018 | Jeux du Commonwealth   | Gold Coast       | 2e       | 63,89 m |
| 2018 | Coupe continentale     | Ostrava          | 5e       | 59,32 m |
| 2019 | Championnats d'Océanie | Townsville       | 1re      | 65,61 m |
| 2019 | Ligue de diamant       | Ligue de diamant | 2e       | 64,74 m |
| 2019 | Championnats du monde  | Doha             | 1re      | 66,56 m |
| 2021 | Jeux olympiques        | Tokyo            | 3e       | 64,56 m |
| 2022 | Championnats du monde  | Eugene           | 1re      | 66,91 m |
| 2022 | Jeux du Commonwealth   | Birmingham       | 1re      | 64,34 m |
| 2023 | Championnats du monde  | Budapest         | 7e       | 61,19 m |

## Records
| Épreuve           | Marque  | Lieu    | Date           |
| ----------------- | ------- | ------- | -------------- |
| Lancer du javelot | 67,70 m | Lucerne | 9 juillet 2019 |